# Четверта англо-майсурська війна
Четверта англо-майсурська війна — конфлікт у Південній Індії між Королівством Майсур проти Британської Ост-Індської компанії та Гайдарабад-Декан у 1798–99 роках.
Це був останній конфлікт чотирьох англо-майсурських війн. Англійці захопили столицю Майсура У битві загинув правитель Тіпу Султан. Британія взяла під контроль Майсур, відновивши на троні Майсуру династію Вадіяр (з британським уповноваженим, щоб консультувати його з усіх питань). Юного спадкоємця Тіпу Султана Фатеха Алі відправили у вигнання. Королівство Майсур стало княжою державою в допоміжному альянсі з Британською Індією, що охоплює частини теперішньої Керали — Карнатаки, і передало британцям Коїмбатор, Дакшина-Канада та Уттара-Канада.

## Передумови
Висадка Наполеона Бонапарта в Османському Єгипті в 1798 році мала на меті подальше захоплення британських володінь в Індії, і Королівство Майсур було ключем до цього наступного кроку, оскільки правитель Майсура Тіпу Султан шукав Францію як союзника і його лист Наполеона до нього закінчився такою відповіддю: «Вам уже повідомлено про мій прихід на кордони Червоного моря з незліченною і непереможною армією, сповненою бажанням звільнити і звільнити вас від залізного ярма Англії.» Крім того, генерал Малартік, французький губернатор Маврикія, видав Малартічну прокламацію, в якій шукав добровольців для допомоги Тіпу. Гораціо Нельсон після битви на Нілі припинив будь-яку можливість отримання допомоги від Наполеона. Однак лорд Веллслі вже задіяв відповідь, щоб запобігти будь-якому союзу між Тіпу Султаном і Францією.

## Вторгнення і британська перемога
Три армії, одна з Бомбею та дві британські (одна з яких містила дивізію, якою командував полковник Артур Веллслі, майбутній 1-й герцог Веллінгтон), увійшли в Майсур у 1799 році та взяли в облогу столицю Шрірангапатнам після кількох боїв з Типу. 8 березня передові сили зуміли стримати наступ Тіпу в битві при Сідазері.
Одним із помітних військових досягнень, підтриманих Тіпу Султаном, було використання масових атак за допомогою ракетних бригад у залізних корпусах в армії. Вплив майсурських ракет на британців під час Третьої та Четвертої Майсурських війн був досить вражаючим, щоб надихнути Вільяма Конгріва на розробку ракет Конгріва для наполеонівських війн.

Під час війни кілька разів застосовувалися ракети. В одному з них брав участь полковник Артур Веллслі. У битві при Султанпет Топе штурм Веллеслі в перший день був надійно відбитий Діваном Тіпу, Пурнайя. Цитуючи Форреста,
У цій точці (біля села Султанпет, малюнок 5) була велика вершина, або гай, який дав притулок ракетникам Тіпу і, очевидно, мав бути очищений перед тим, як облога могла бути притиснута ближче до острова Шрірангапаттана. Командиром цієї операції обрано полк Велслі, але просуваючись до вершини після настання темряви 5 квітня 1799 року, він був підданий ракетним і мушкетним вогнем, заблукав і, як ввічливо висловився Бітсон, був змушений «відкласти атаку» до більш сприятливої нагоди. 
Наступного дня Веллслі розпочав нову атаку більшою силою і зайняв усю позицію, не втративши жодної людини. 22 квітня 1799 року, за дванадцять днів до головної битви, ракетники пройшли шлях до тилу британського табору, а потім «одночасно випустили велику кількість ракет», щоб сигналізувати про початок штурму 6000 індійської піхоти та Корпус французів, яким керували Мір Голам Хуссейн і Мохомед Халлін Мір Міран. Ракети мали дальність близько 1000 ярдів. Деякі розриваються в повітрі, як снаряди. Інші, які називають наземними ракетами, піднімалися знову, коли вони торкалися землі, і неслися змієподібно, поки їхня сила не вичерпалася. За словами одного британського спостерігача, молодого англійського офіцера на ім'я Бейлі: «Ми були настільки набридлі ракетникам, що неможливо було рухатися без небезпеки від руйнівних ракет…». Він продовжив:
Ракетний і мушкетний обстріл 20 000 ворогів не припинявся. Град не може бути густішим. Кожне освітлення блакитних вогнів супроводжувалося зливою ракет, деякі з яких увійшли в голову колони, пройшовши в тил, спричиняючи смерть, рани та жахливі рвані рани від довгих двадцяти-тридцятифутових бамбуків, незмінно прикріплених до них.
Під час вирішальної британської атаки на Серінгапатам 2 травня 1799 року за допомогою Маратхаса та Нізама британський постріл влучив у снаряд із ракетами у форті Тіпу Султана, внаслідок чого він вибухнув і послав хмару чорного диму з каскадами вибухового білого світла, що піднімається з зубців. Удень 4 травня, коли Берд очолив останню атаку на форт, його зустрів «лютий мушкетний і ракетний вогонь», але це мало допомогло; приблизно через годину форт був узятий; можливо, через годину Тіпу було застрелено (точний час його смерті невідомий), і війна фактично закінчилася. Смерть Тіпу Султана змусила британського генерала Джорджа Гарріса вигукнути: «Тепер Індія наша».

## Наслідки
Переможці замість того, щоб розділити країну, змусили родину Тіпу відправитися у вигнання та повернули контроль над Майсуром Вадіярам.
Багато членів Ост-Індської компанії вважали, що під час Четвертої англо-майсурської війни Умдат уль-Умара, Наваб Карнатика, таємно надавав допомогу Тіпу Султану; і вони негайно домагалися його звільнення після закінчення конфлікту.
Територія наваба Саванура була розділена між англійськими та маратхськими військами.
Місц, під східними воротами, де було виявлено тіло Тіпу, Археологічна служба Індії огородила парканом і встановила меморіальну дошку. Пізніше протягом ХІХ століття щоб прокласти широку дорогу браму було знесено.

## У масовій культурі
Війна, зокрема битва при Маллавеллі та облога Серінгапатаму, з багатьма ключовими героями, висвітлюється в історичному романі Бернарда Корнуелла «Тигр Шарпа».

## Галерея

Падіння Тіпу Султана (1799)
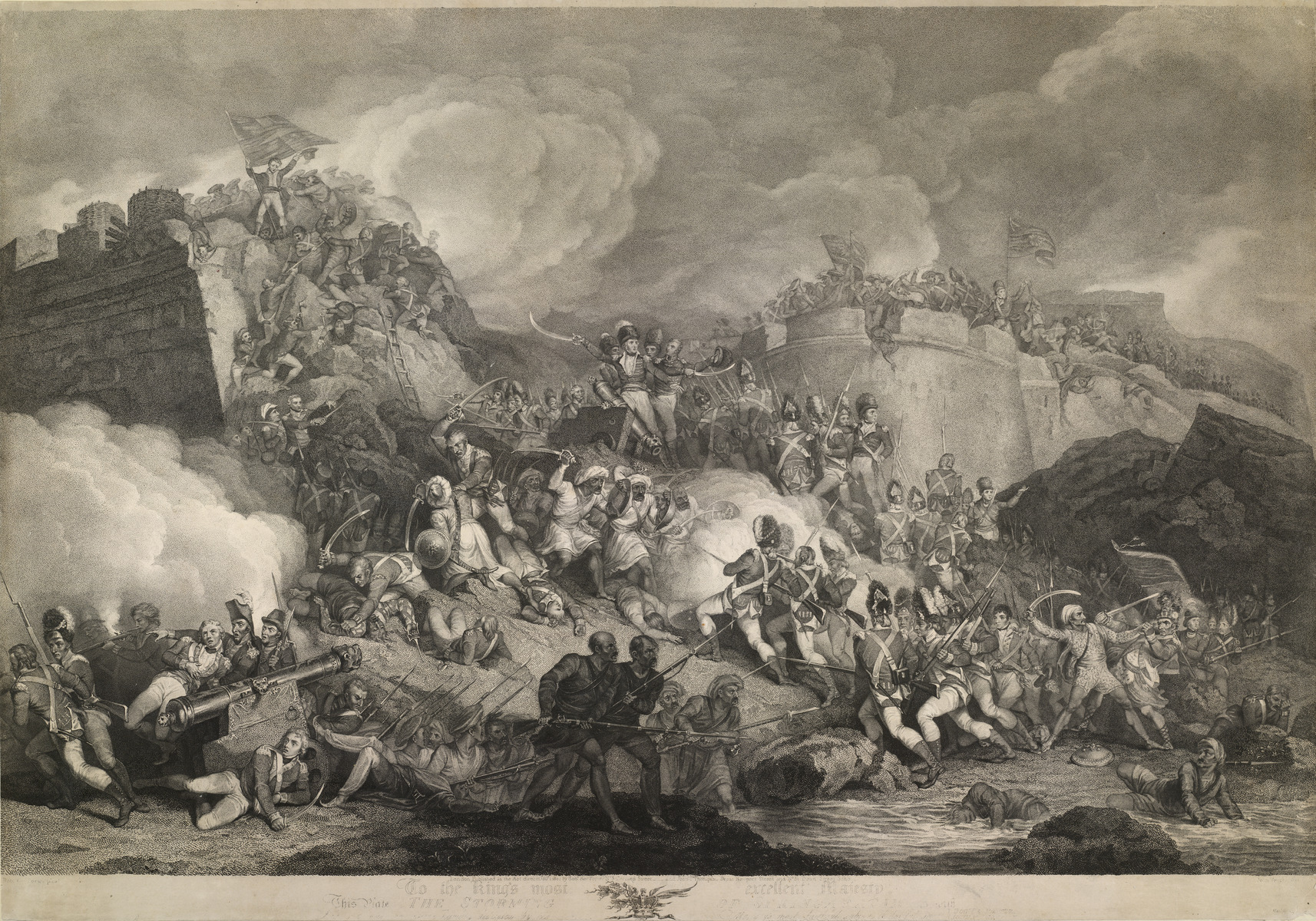
«Штурм Серінгапатама» Джованні Вендраміні, 1802 рік
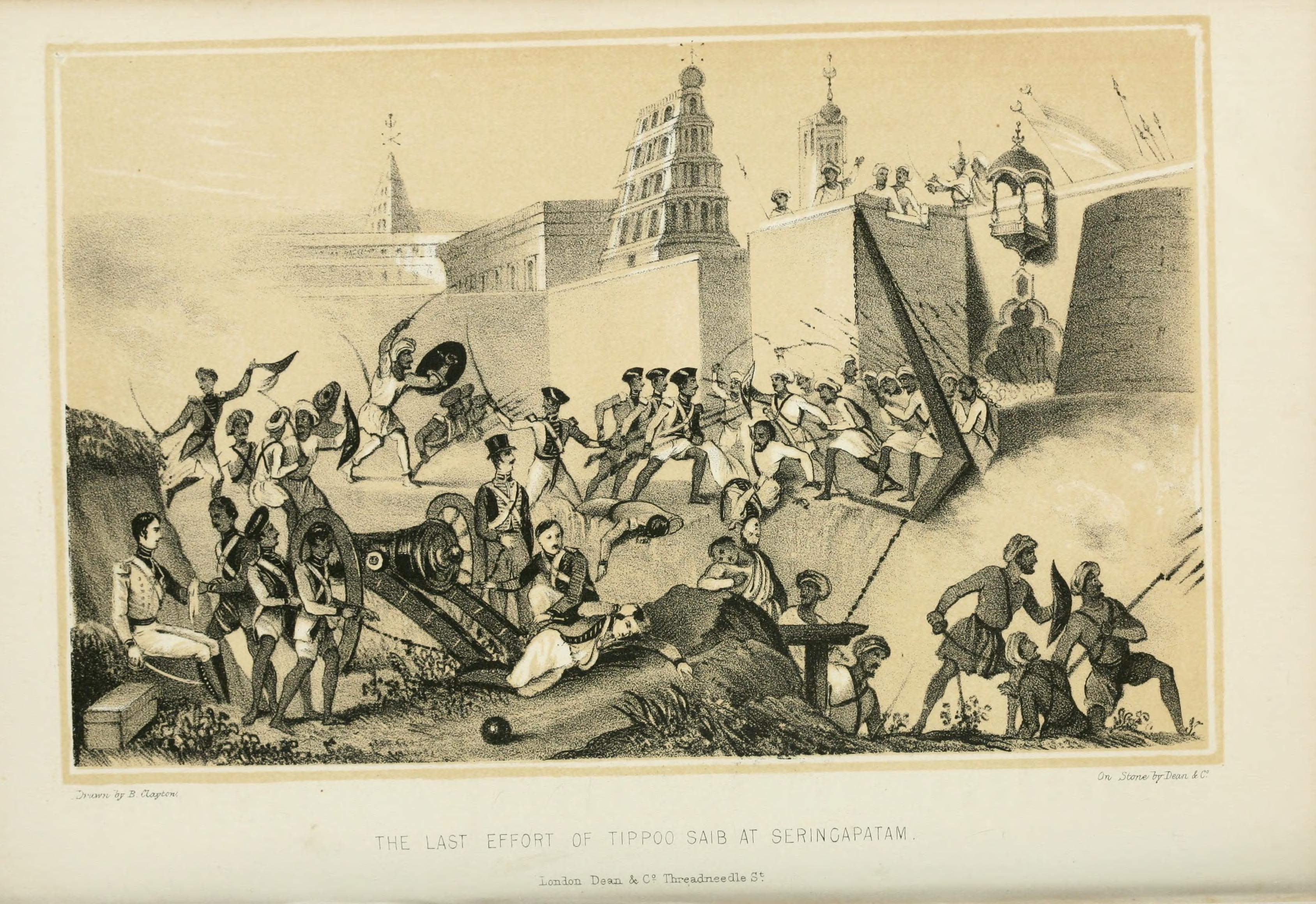
«Остання спроба Тіппоо Саїба в Серінгапатамі», Б. Клейтон, 1840 р.
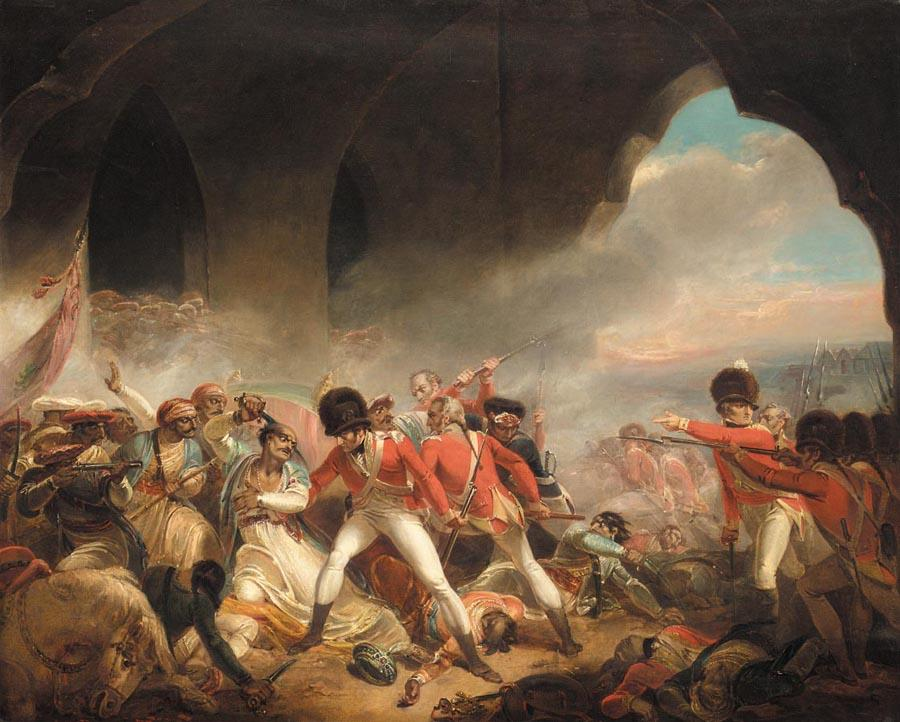
«Остання спроба та падіння Тіпу Султана» Генрі Сінглтона, бл. 1800 рік
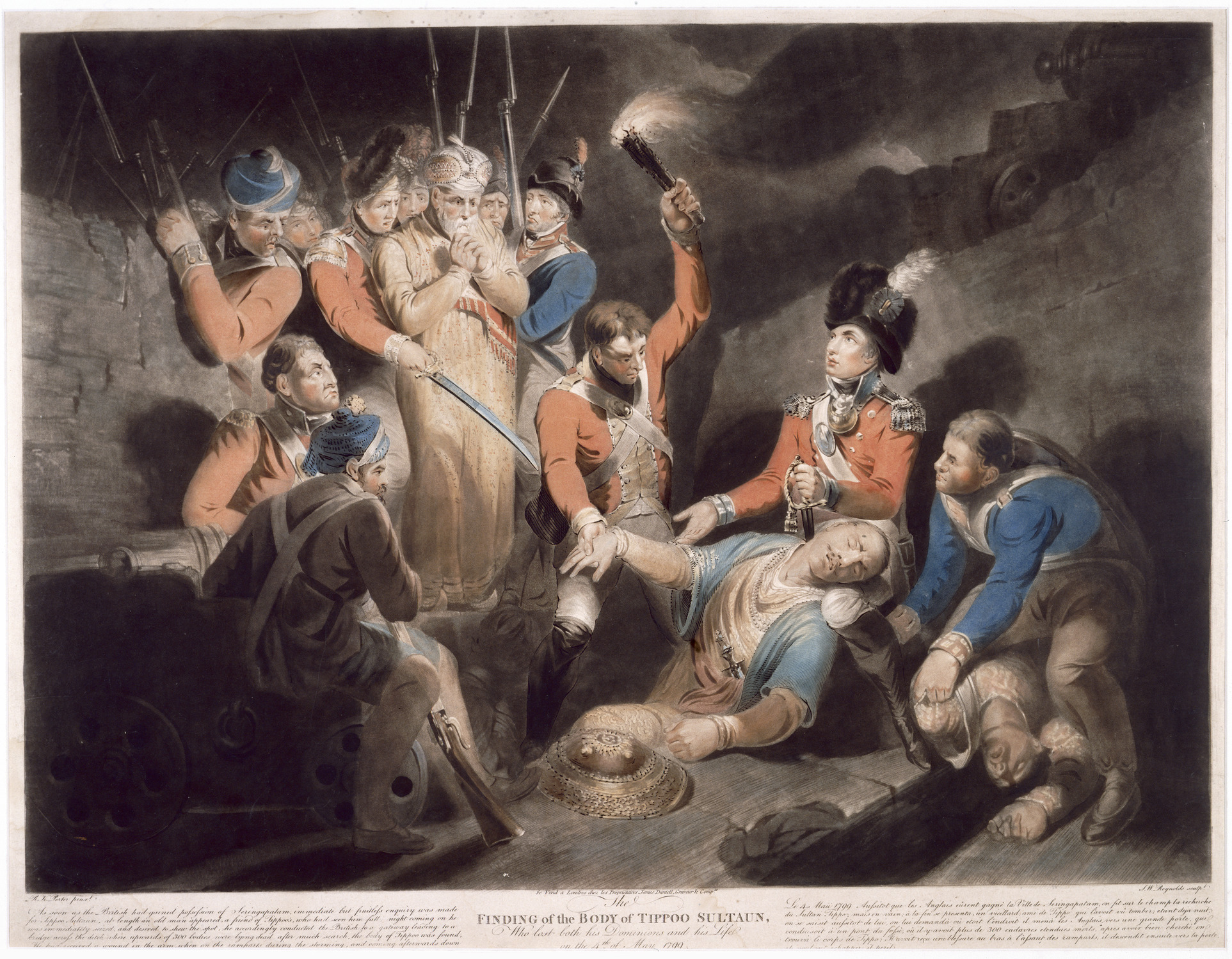
«Знайдення тіла Тіппу Султана», Семюел Вільям Рейнольдс, 1800 рік
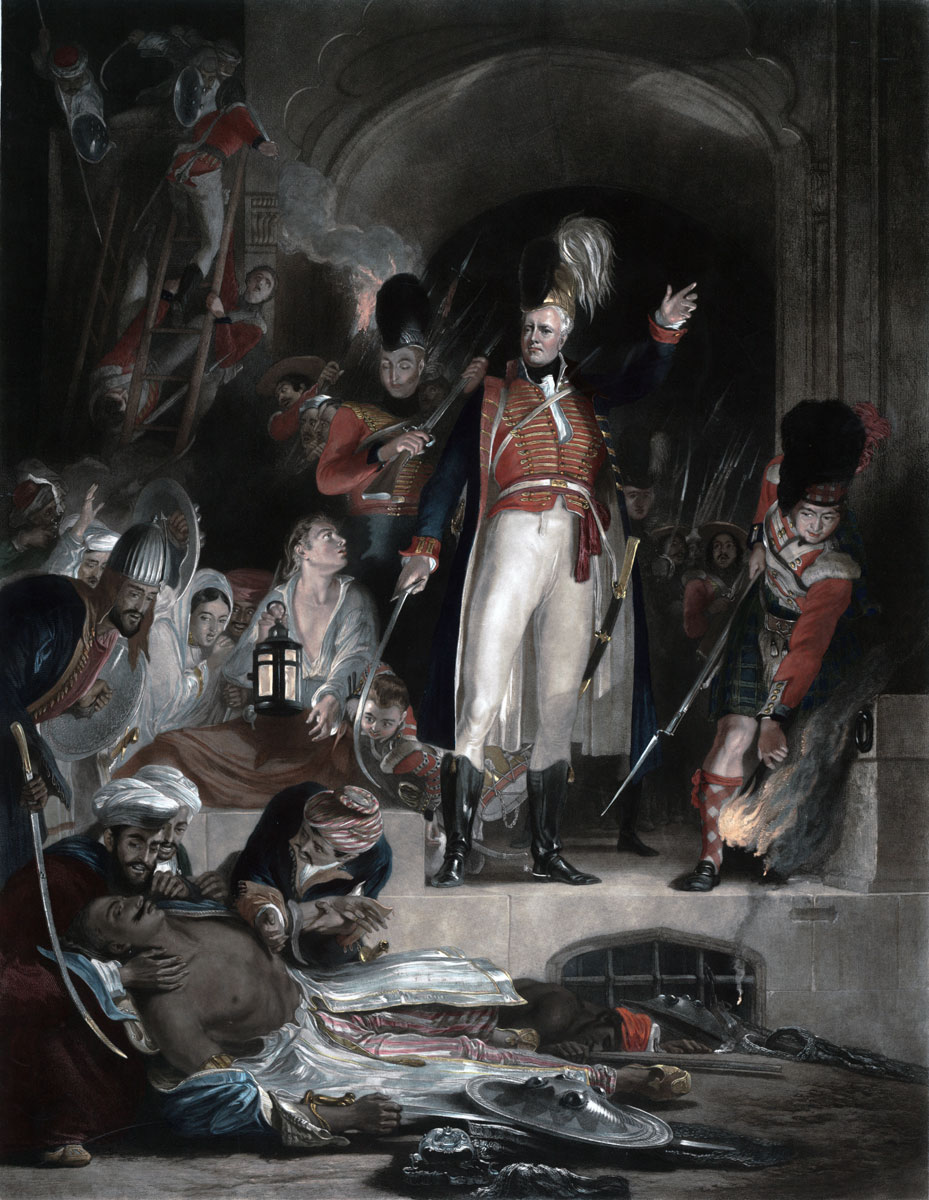
«Генерал сер Девід Бейрд, виявлення тіла султана Тіппу Саїба після штурму Серінгапатама», Девід Вілкі, 1843 рік
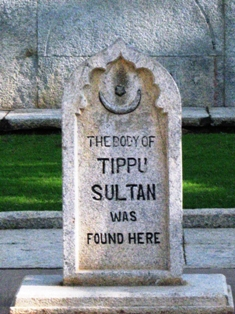
Британський маркер, що показує місце, де було знайдено тіло Тіпу

### Цитування
- Dalrymple, William (2003) [2002]. White Mughals: Love & Betrayal in Eighteenth-Century India. Flamingo. ISBN 978-0-00-655096-9.

## Подальше читання
- Marshman, John Clark (1867). Chapter XIX: Lord Wellesley's Administration—Fourth and Last Mysore War, 1798, 1799. The History of India, From the Earliest Period to the Close of Lord Dalhousie's Administration. Т. II. London: Longmans, Green, Reader & Dyer. с. 71–102.
- Carter, Thomas (1861). The Mysore War and Siege of Seringapatam. Medals of the British Army, and How They Were Won. London: Groombridge and Sons. с. 2–6.
- Mill, James; Wilson, Horace Hayman (1858). Chapter VIII: Lord Mornington Governor-General.—Agents of Tippoo at the Isle of France.—Governor-General resolves on immediate War.—Import of the Circumstances.—Opinions in India.—Nizam Ali receives more English Troops and dismisses the French.—Unfruitful Negotiations at Poonah.—Progression of Governor-General's Demands.—War begins.—Plan of the Campaign.—March of the Army.—Siege of Seringapatam.—Alarming Situation of the British Army in regard to Food.—Seringapatam taken, and the Sultan killed.—Division and Settlement of the conquered Country. The History of British India. Т. VI (вид. 5th). London: James Madden; Piper, Stephenson and Spence. с. 50–121.